# Metrópole uniata da Galícia
Metrópole da Galícia foi a província eclesiástica da Igreja uniata rutena com sé em Lviv e jurisdição sobre a Galícia, na Monarquia dos Habsburgos. Criada em 1807 pelo Papa Pio VII, deixou de existir em 2005, quando a residência do primaz foi transferida para Kiev.

## História
Em 24 de fevereiro de 1807, o Papa Pio VII assinou a bula "In universalis Ecclesiae regimine", segundo a qual a metrópole galiciana foi proclamada como sucessora legal da Metrópole de Kiev, Galícia e Toda a Rutenia.
Em 25 de fevereiro de 1808 ocorreu a ascensão solene do metropolita Antônio Angeloviche ao trono metropolitano da Galícia, onde permaneceu até sua morte em 1814.
Após o Tratado de Schönbrunn de 1809, o Império Austríaco foi forçado a ceder a maior parte do território da antiga Galícia Ocidental ao Ducado de Varsóvia. Em 1815, a decisão final do Congresso de Viena resultou na cessão da Galícia Ocidental ao Império Russo. A eparquia de Chelm, que estava localizada na Galícia Ocidental, juntamente com os territórios poloneses centrais, tornou-se parte da Polônia do Congresso.
Em 1848, a metrópole consistia em duas eparquias - Lviv e Peremysl, com 1.985 paróquias e cerca de 2.170.000 fiéis. Em 1885, foi criada a terceira eparquia com sé em Stanislaviv.
Em 1946, no Sínodo de Lviv, a União de Brest foi anulada, abolindo a Igreja uniata rutena e sua estrutura subordinada ao Patriarcado de Moscou.
Os metropolitas da Galícia permaneceram em Roma até que a Igreja uniata rutena fosse oficialmente restaurada na Ucrânia em 1989 como Igreja Greco-Católica Ucraniana.
Em 1963, o metropolita da Galícia recebeu o título de Arcebispo maior de Lviv.
Em 2005, quando a residência do primaz da Igreja Greco-Católica Ucraniana foi transferida para Kiev, o título foi alterado para Arcebispo maior de Kiev-Aliche.

## Estrutura
- Arquieparquia de Lviv;
- Eparquia de Chelm;
- Eparquia de Przemyśl;
- Eparquia de Stanislaviv (1885).

## Episcopado
- Antônio Angeloviche (1808-1814);
- Miguel Levitski (1816-1858);
- Gregório Yahimoviche (1859-1866);
- Spiridon Litvinovich (1866-1869);
- José Sembratoviche (1870-1882);
- Silvestre Sembratoviche (1882-1898);
- Juliano Sas-Kuilovski (1899-1900);
- André Sheptitski (1900-1944);
- José Slipi (1944-1984);
- Miroslau Lubachivski (1984-2000);
- Lubomir Husar (2000-2005).